# Beji (Taman)
Beji is een bestuurslaag in het regentschap Pemalang van de provincie Midden-Java, Indonesië. Beji telt 12.104 inwoners (volkstelling 2010).